# Ignacio Hidalgo Cisneros

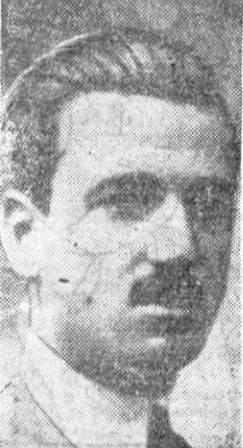

Ignacio Hidalgo de Cisneros (* 11. Juli 1896 in Vitoria; † 9. Februar 1966 in Bukarest) war ein spanischer Flugpionier, Kolonialoffizier, Militärattaché, Chef der Luftstreitkräfte, Schriftsteller und Kommunist. Als Teilnehmer am Spanischen Bürgerkrieg auf republikanischer Seite musste er in der Folge ein lebenslanges Exil antreten.

## Leben

### Jugend
Ignacio Hidalgo de Cisneros wurde am 11. Juli 1896 in Vitoria geboren. Seine aristokratische Familie mit militärischer Tradition beeinflusste seine Berufswahl.

### Beruflicher Werdegang als Offizier
Er begann seine militärische Laufbahn an der Akademie der Intendencia de Ávila im Jahr 1914. Im Jahr 1920 belegte er Kurse auf dem Flugplatz Cuatro Vientos bei Madrid. Er wurde in Melilla mit der 2. Squad Bristol Staffel eingesetzt und nahm an Bombenangriffen auf die Rifkabylen teil. 1924 wurde er auf dem De Havilland Wasserflugzeug ausgebildet. 
Aufgewachsen als Sohn einer spanischen Adelsfamilie heiratete er Constancia de la Mora, eine geschiedene Frau, und brach mit seiner Familie. Er war 15 Jahre als Soldat während der spanischen Kolonialkriege in Nordafrika. Anschließend wurde er Befehlshaber der Luftstreitkräfte in der Westsahara.
Am 15. Dezember 1930 nahm er zusammen mit anderen Republikanern am Aufstand auf dem Flugplatz Cuatro Vientos teil und versuchte, den königlichen Palast, die Residenz von Alfons XIII., zu bombardieren. Der Angriff wurde nicht durchgeführt und der Aufstand wurde wegen der mangelnden Unterstützung niedergeschlagen. Nach dem Scheitern des Aufstands floh Hidalgo de Cisneros nach Portugal und von dort aus nach Paris. Vor dem Spanischen Bürgerkrieg war er Luftwaffen-Attaché in Italien und Deutschland. Bekannt wurde er dadurch, dass er seinem Freund, dem Sozialisten Indalecio Prieto, nach der gescheiterten Revolution vom Oktober 1934 die Flucht nach Frankreich ermöglichte. Während der Belagerung von Madrid 1936 wurden er und seine Frau Mitglieder der Kommunistischen Partei Spaniens. Nach der Bildung der Regierung Largo Caballero im September 1936, wurde er vom Minister für die Marine, Indalecio Prieto, zum Oberbefehlshaber der Luftwaffe im Rang eines Generals ernannt.

### Spanischer Bürgerkrieg 1936–1939
Als Kommandant der Luftwaffe kämpfte Cisneros zuerst rund um Madrid, später in Barcelona gegen den faschistischen Aufstand. Unter ihm erhielt die Luftwaffe den Ehrentitel Die Glorreiche. Aufgrund schwerer Erschöpfung wurde er einige Zeit zur Kur nach Russland geschickt. Es gelang ihm, trotz der Blockade, in Spanien Jagdflugzeuge produzieren zu lassen. Hidalgo de Cisneros legte die Grundlage der Luftfahrtindustrie in Spanien. Mit Hilfe der Sowjetunion wurde ein Fabrikgebäude gebaut. Dort erfolgte die Instandsetzung von militärischen Flugzeugen. Pro Tag produzierte man eine "Chato" (I-15) und alle zwei Tage ein Kampfflugzeug Typ "Mosca "(I-16).
Ende 1938 warb er in Moskau, einer Bitte des Ministerpräsident Negrins folgend, bei einem Treffen mit Josef Stalin und Wjatscheslaw Michailowitsch Molotow um Waffenhilfe. Diese umfangreichen Waffenlieferungen wurden zu seiner Überraschung gewährt, kamen aber zu spät und erreichten die Truppen der Republik nicht mehr. Er verließ Spanien und ging im März 1939 zusammen mit Negrín vom Flugplatz Monovar aus ins Exil.

### Exil und Tod
Zuerst begab er sich nach Frankreich, später nach Mexiko. Er starb am 9. Februar 1966 in Bukarest. Zuletzt war er Mitglied des Zentralkomitees der Kommunistischen Partei Spaniens. 1990 wurde seine Asche von seinen Nachkommen nach Vitoria überführt, und in der Familiengruft bestattet. 

## Werke
- Kurswechsel, 1961 (Originaltitel: Cambio de Rumbo)
- Mora Constancia de la: Doppelter Glanz , 1940 (Viele Informationen über Ignacio Hidalgo Cisneros)